# Alexandre Pichot
Alexandre Pichot (født 6. januar 1983) er en fransk tidligere professionel cykelrytter.